# François Bayrou

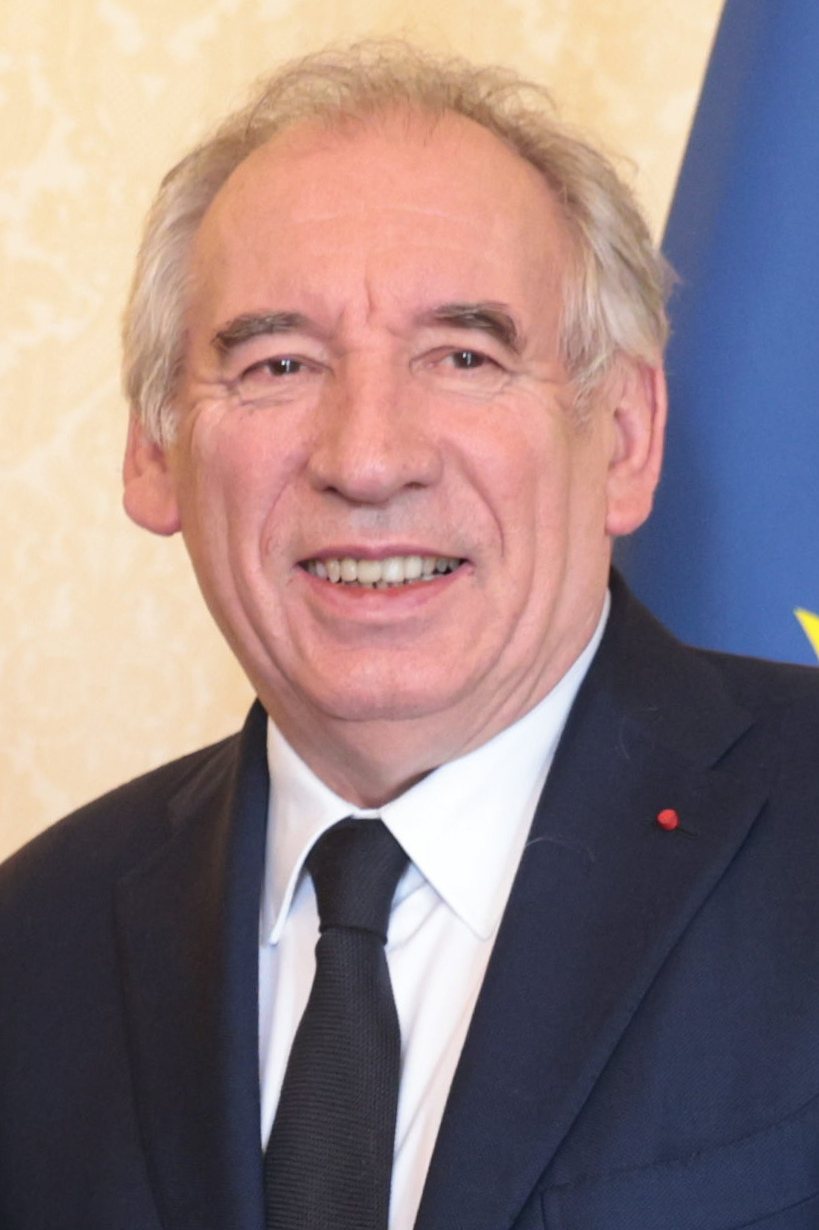
François Bayrou (2025)

François René Jean Lucien Bayrou (Aussprache [fʀɑ̃.swa·baj.ʀu]; * 25. Mai 1951 in Bordères bei Pau, Département Pyrénées-Atlantiques) ist ein französischer Politiker und seit Dezember 2024 Premierminister von Frankreich. Er ist zudem seit 2007 Vorsitzender der Mitte-Partei „Demokratische Bewegung“ (Mouvement démocrate oder kurz MoDem). 
Der frühere Gymnasiallehrer Bayrou begann seine politische Karriere im christdemokratischen Centre des démocrates sociaux (CDS), dessen Vorsitzender er 1994 wurde und das 1998 in der Union pour la démocratie française (UDF) aufging. Von 1993 bis 1997 war er französischer Bildungsminister. Bayrou kandidierte bei den französischen Präsidentschaftswahlen 2002 (6,8 %), 2007 (18,6 %) und 2012 (9,1 %). Nach der Wahl 2007 wandelte er die bürgerliche UDF in die Partei MoDem um. Zur Präsidentschaftswahl 2017 bildete Bayrous Partei mit der Bewegung En Marche von Emmanuel Macron ein Bündnis zur Wahl Macrons. Im Übergangskabinett Philippe I (Mai bis Juni 2017) war Bayrou stellvertretender Premierminister (Ministre d’État) und Justizminister. 
Bayrou ist ein ausgesprochener Anhänger der Europäischen Union, war von 1999 bis 2002 Mitglied des Europäischen Parlaments und steht seit 2004 der Europäischen Demokratischen Partei (EDP) vor. Auf kommunaler Ebene ist er seit April 2014 Bürgermeister der Stadt Pau.

## Leben
Der Sohn eines Kleinbauern aus einem Dorf am Fuß der Pyrenäen studierte zunächst lettres classiques (klassische Sprachen und Literatur) an der Universität Bordeaux und schloss sein Studium im Alter von 23 Jahren mit der Agrégation (Staatsprüfung für das höhere Lehramt) in lettres classiques ab. Anschließend arbeitete er bis 1979 als Lehrer am Lycée in Nay (Pyrénées-Atlantiques). Schon Bayrous Vater war Politiker, wenn auch nur auf kommunaler Ebene: Er war Bürgermeister seines Heimatdorfs Bordères und Mitglied der christdemokratischen Volksrepublikaner-Bewegung (MRP). Bayrous großes Interesse an Literatur und Geschichte findet unter anderem Ausdruck in der Veröffentlichung von Büchern über die Geschichte Frankreichs, darunter eine Biographie des „guten Königs“ Heinrich IV., den er als Vorbild für das heutige Frankreich sieht, da er Frieden und Versöhnung zwischen Katholiken und Protestanten ermöglicht habe.  Zudem hat er zahlreiche politische Werke veröffentlicht (siehe unten).
François Bayrou, der neben Französisch auch Béarnais, einen okzitanischen Dialekt spricht, setzt sich für die Pflege der regionalen Kulturen und Sprachen ein.
Bayrou gehört der römisch-katholischen Kirche an, ist mit Élisabeth (Babeth) Perlant verheiratet und hat sechs Kinder.

### Frühe politische Karriere
Bayrou begann seine politische Karriere im christdemokratischen Centre des démocrates sociaux (CDS; Nachfolgepartei der MRP). Dieses war ein Bestandteil des bürgerlich-liberalen Parteienbündnisses Union pour la démocratie française (UDF), das die Präsidentschaft Valéry Giscard d’Estaings unterstützte. Bayrou ist geprägt von einer christlich-demokratischen Haltung und bezeichnet sich als praktizierenden Katholiken und Anhänger der Laizität. Bayrou ist – für einen französischen Spitzenpolitiker untypisch – kein Absolvent einer Elite-Hochschule, sondern machte eine parteipolitische „Ochsentour“: Von 1979 bis 1981 war er hoher Verwaltungsbeamter im Landwirtschaftsministerium, das von seinem Parteikollegen Pierre Méhaignerie geleitet wurde, danach war er für den Senatspräsidenten Alain Poher (ebenfalls UDF-CDS) tätig. Im Jahr 1982 wurde er für die UDF in den Generalrat des Départements Pyrénées-Atlantiques im äußersten Südwesten Frankreichs gewählt. Seinen Sitz im Generalrat behielt er bis 2008.
Von 1984 bis 1986 beriet er den damaligen Präsidenten des Europaparlaments Pierre Pflimlin (UDF-CDS). 1986 wurde er in die Nationalversammlung gewählt, verlor seinen Sitz jedoch wieder bei der vorgezogenen Neuwahl 1988. Von 1986 bis 1993 stand Bayrou der „Ständigen Gruppe im Kampf gegen den Analphabetismus“ vor. Dass die eigentlich ausgesprochen proeuropäische UDF zur Europawahl 1989 eine gemeinsame Liste mit der gaullistischen und eher europaskeptischen RPR aufstellte, lehnte Bayrou ab. Stattdessen unterstützte er die von UDF-Abweichlern (vor allem aus Reihen der CDS) gebildete Liste Le Centre pour l'Europe mit der Spitzenkandidatin Simone Veil, deren Wahlkampf er auch managte. Trotz dieser Differenzen ernannte ihn Giscard d’Estaing 1991 zum Generalsekretär der UDF. Von 1992 bis 2001 war Bayrou Präsident des Generalrats in seinem Heimatdépartement Pyrénées-Atlantiques.

### Bildungsminister
Nach dem Wahlsieg der Rechtsliberalen unter Édouard Balladur berief dieser Bayrou am 29. März 1993 als Minister für nationale Bildung in sein Kabinett. In seiner Amtszeit sorgte er für eine umfassende Überprüfung der Situation der Schüler und Lehrer in Frankreich.
Zudem spielte Bayrou eine wichtige Rolle im französischen Kopftuchstreit. Durch ein ministerielles Rundschreiben im September 1994 schränkte er die Regelung von 1989 ein, nach der Schülern das Tragen religiöser Symbole (einschließlich des islamischen Kopftuchs) gestattet war. Das Rundschreiben unterschied zwischen „diskreten“ Symbolen, die in der Schule erlaubt waren, und „ostentativen“ (worunter das Kopftuch fiel), die nicht zugelassen waren. Als Reaktion kam es zu Schülerprotesten. Bayrou setzte Hanifa Cherifi, selbst muslimische Immigrantin aus Algerien, als Vermittlerin ein. Diese versuchte, die Mädchen vom Tragen des Kopftuchs abzubringen oder sie zumindest von Bandanas zu überzeugen, die Ohrläppchen und Haaransatz freiließen und daher zulässig waren. Dennoch wurden auf Grundlage des Bayrou-Rundschreibens in den folgenden zehn Jahren um die 100 Schülerinnen vom Unterricht ausgeschlossen. Der Conseil d’État als oberstes Verwaltungsgericht hob den Unterrichtsausschluss aber in fast allen Fällen wieder auf. Insgesamt ging die Zahl Kopftuch tragender Schülerinnen jedoch stark zurück.
Als 1995 Alain Juppé neuer Ministerpräsident wurde, beließ er Bayrou in seinem Ministeramt und erweiterte dessen Ressort um den Bereich Forschung.

### CDS- und UDF-Vorsitzender
Im Dezember 1994 wurde Bayrou zum Parteivorsitzenden der CDS gewählt. Bayrous Bestreben war es, in der politischen Mitte eine Kraft zu schaffen, die stark genug sein sollte, um den Gaullisten auf der rechten Seite gleichberechtigt gegenüberzutreten. Dazu wollte er die verschiedenen in der UDF zusammengeschlossenen Parteien zu einer einzigen Partei verschmelzen. An diesem Vorhaben beteiligten sich zunächst jedoch nur seine CDS und die kleine sozialdemokratische PSD. Die fusionierte Partei nahm den Namen Force démocrate (Demokratische Kraft) an und Bayrou wurde ihr Vorsitzender. Die übrigen Parteien der UDF blieben eigenständige Bestandteile des Parteienbündnisses. Als das Mitte-rechts-Kabinett Juppé 1997 seine Parlamentsmehrheit verlor und wieder eine linke Regierung ins Amt kam, verlor Bayrou seinen Ministerposten.
1998 kam es zur Spaltung der UDF anhand der Frage, ob sich Politiker des bürgerlichen Bündnisses auch mit Stimmen der rechtsextremen Front National zu Regionalpräsidenten wählen lassen dürften. Die rechtsliberale Démocratie libérale (DL) befürwortete dies, Bayrou und die übrigen UDF-Bestandteile lehnten es strikt ab. Die DL schied daraufhin aus der UDF aus. Bayrou nutzte diese Gelegenheit, die in der UDF verbliebenen Bestandteile unter der Bezeichnung Nouvelle UDF zu einer einzigen Partei umzuwandeln. Er wurde deren Parteivorsitzender und blieb dies bis zu ihrer Auflösung 2007. Bei der Wahl zum Europaparlament 1999 war er Spitzenkandidat der UDF-Liste. Die Liste erreichte 9,3 Prozent der Wählerstimmen und Bayrou wurde Abgeordneter im Europaparlament. In der Europäischen Volkspartei – dem EU-weiten Zusammenschluss der christdemokratischen Parteien – setzte sich Bayrou für einen entschieden proeuropäischen und an der politischen Mitte orientierten Kurs ein. Als die ÖVP in Österreich im Jahr 2000 eine Koalition mit der rechtspopulistischen FPÖ einging, initiierte Bayrou die Schuman Group (benannt nach Robert Schuman) zur Verteidigung traditioneller christdemokratischer Werte.

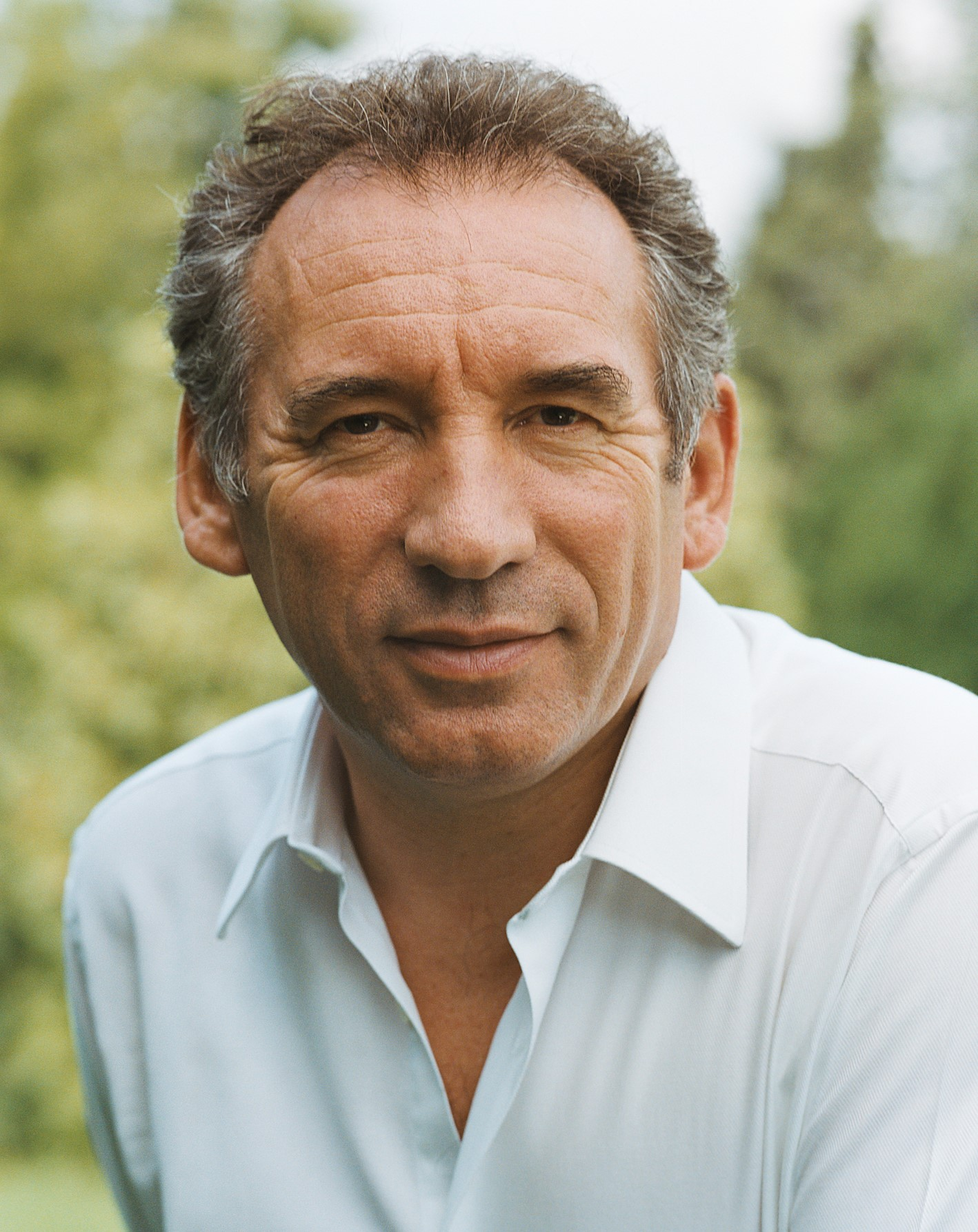
François Bayrou (2006)

2002 trat er bei der französischen Präsidentschaftswahl an und erreichte mit 6,8 Prozent der Stimmen im ersten Wahlgang den vierten Platz. Im gleichen Jahr spaltete sich die liberale Mitte, als ein Teil sich dem Plan einer starken Mitte-rechts-Partei unter Jacques Chirac öffnete, der in Form der UMP verwirklicht wurde. Bayrou versuchte vergeblich, die Eigenständigkeit der UDF zu bewahren.
Bayrou gab sein Mandat als Europaabgeordneter nach der Wahl zur Nationalversammlung 2002 auf, um Mitglied der Nationalversammlung zu werden. Bei der Regionalwahl in Aquitaine 2004 kam die von Bayrou angeführte UDF-Liste nur auf den dritten Platz. Für den zweiten Wahlgang verband sie sich mit der UMP-Liste, aber auch vereint unterlagen sie dem sozialistischen Amtsinhaber Alain Rousset. Bei der Europawahl 2004 erhielt die UDF 12 % der Stimmen. Nach dieser Wahl verließen die UDF-Abgeordneten die christdemokratisch-konservative EVP-ED-Fraktion. Stattdessen initiierte Bayrou zusammen mit Francesco Rutelli von der italienischen Margherita-Partei die Europäische Demokratische Partei (EDP) als Zusammenschluss der proeuropäischen Mitte-Parteien. Sie beklagten, dass sich die EVP durch die Aufnahme stärker konservativer Parteien zu weit nach rechts geöffnet habe und vom europäischen Föderalismus abgerückt sei. Im Europaparlament bildete die EDP eine Fraktionsgemeinschaft mit den Liberalen, die ALDE. Bayrou und Rutelli leiten die EDP seither als Kovorsitzende.

### Präsidentschaftskandidatur 2007 und MoDem

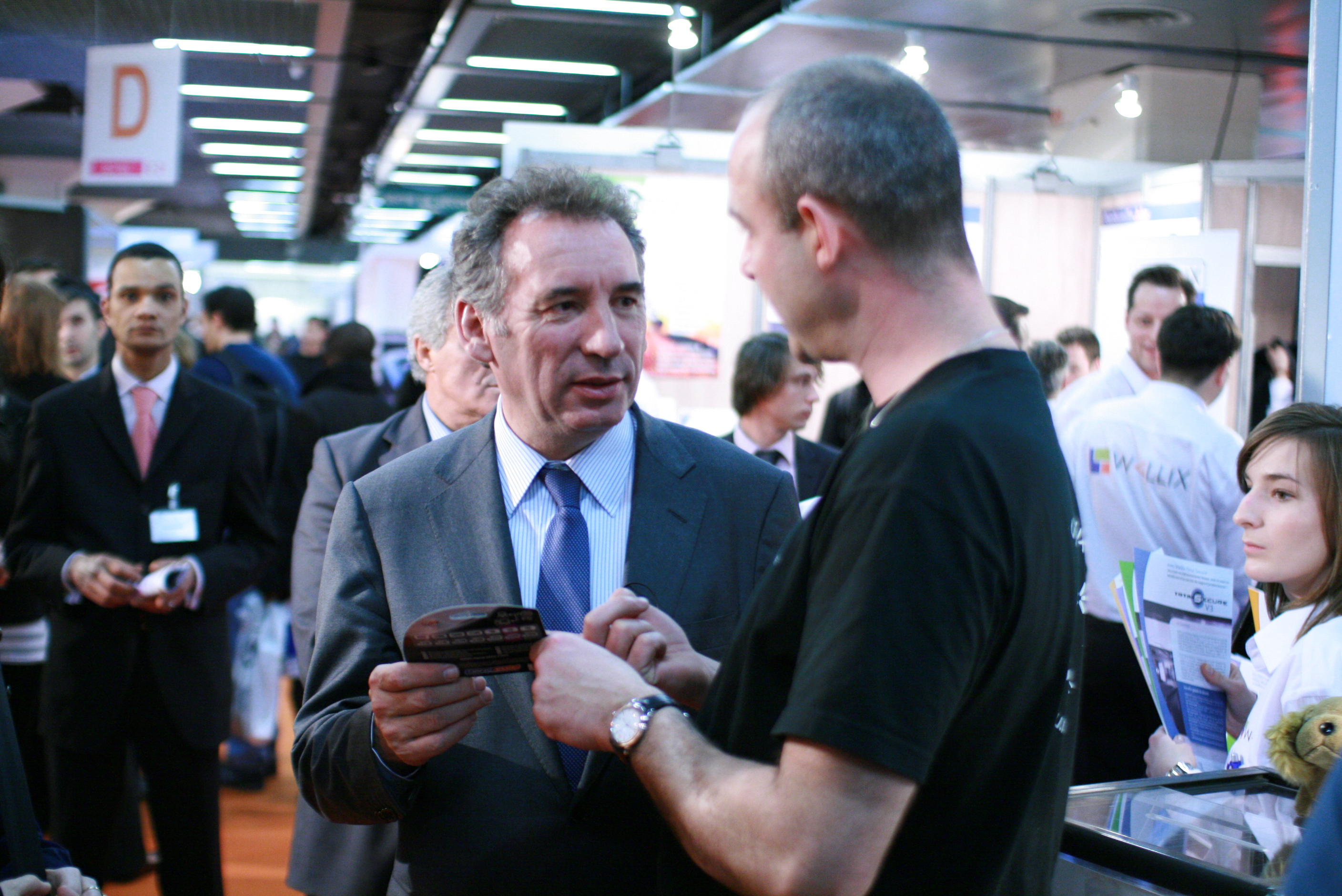
François Bayrou auf einer Linux-Messe in La Défense (2007)

Im Wahlkampf zur französischen Präsidentschaftswahl 2007 gelang Bayrou laut Umfragen der größeren Meinungsforschungsinstitute, sich binnen weniger Wochen vom aussichtslosen Nischenkandidaten zum ernstzunehmenden Anwärter auf das Präsidentenamt zu entwickeln. Seine Kandidatur wurde von kleineren Parteien wie Corinne Lepages öko-liberaler Gruppierung Cap 21 und dem Mouvement écologiste indépendant unterstützt.
Bayrou präsentierte sich als Kandidat der Mitte und Alternative zu seiner sozialistischen Konkurrentin Ségolène Royal und dem konservativen Nicolas Sarkozy. Mit einem Stimmenanteil von 18,57 Prozent erreichte Bayrou das drittbeste Ergebnis und kam nicht in die Stichwahl. Dennoch war dies das beste Ergebnis für einen UDF-Kandidaten seit Giscard d’Estaing 1981. Bayrou schnitt besonders gut in seiner Heimatregion im Südwesten (im Département Pyrénées-Atlantiques kam er auf Platz 1) sowie bei Jungwählern ab.
Im Rahmen seiner Kandidatur hat er die Europäische Union „als die schönste Konstruktion der ganzen Menschheit“ bezeichnet. In allgemeinen Europafragen sprach er sich gegen den Beitritt der Türkei zur EU und für die Annahme des europäischen Verfassungsentwurfs aus. Einen Gottesbezug in dem Text lehnte er ab, mit der Begründung, dass Religion und Gesetz nicht vermischt werden sollen.
Im zweiten Wahlgang gab Bayrou seinen Anhängern keine Wahlempfehlung, erklärte aber, dass er persönlich nicht Sarkozy wählen würde. Damit brach er mit der Tradition der UDF, spätestens in der Stichwahl immer den Kandidaten des Mitte-rechts-Lagers zu unterstützen.
Nach der Präsidentschaftswahl 2007 kündigte Bayrou die Gründung der neuen Partei Mouvement démocrate (MoDem) an und wurde deren erster Vorsitzender. MoDem sollte sich genau in der Mitte des politischen Spektrums positionieren und, anders als zuvor die UDF, keine Wahlbündnisse mit den Konservativen schließen. Viele UDF-Abgeordnete gingen diesen Schritt aber nicht mit, auch weil sie um ihre Parlamentssitze fürchteten, die sie nur dank dieser Wahlbündnisse erlangt hatten. Die UDF-Abgeordneten, die weiter mit der konservativen UMP zusammenarbeiten wollten, gründeten stattdessen das Nouveau Centre (NC). MoDem wurde in der ersten Runde der Wahl zur Nationalversammlung am 10. Juni mit 7,6 % der Stimmen drittstärkste Kraft. Das Ergebnis blieb aber weit hinter dem Bayrous bei der Präsidentschaftswahl zurück: Nur noch knapp 30 Prozent der Bayrou-Wähler vom 22. April wählten MoDem. In die Nationalversammlung zogen aufgrund des von Bayrou als sehr unfair kritisierten Mehrheitswahlrechts nur noch er selbst und drei weitere Abgeordnete ein. Das Nouveau Centre, das sich der Majorité Présidentielle angeschlossen hatte, erhielt zwar nur 2 % der Stimmen, aber dank der Absprachen mit der UMP 22 Abgeordnete und konnte somit eine Fraktion bilden. Diese geringe Stärke des MoDem in der Nationalversammlung nahm Bayrou für die Unabhängigkeit der Partei in Kauf.

### 2012–2024

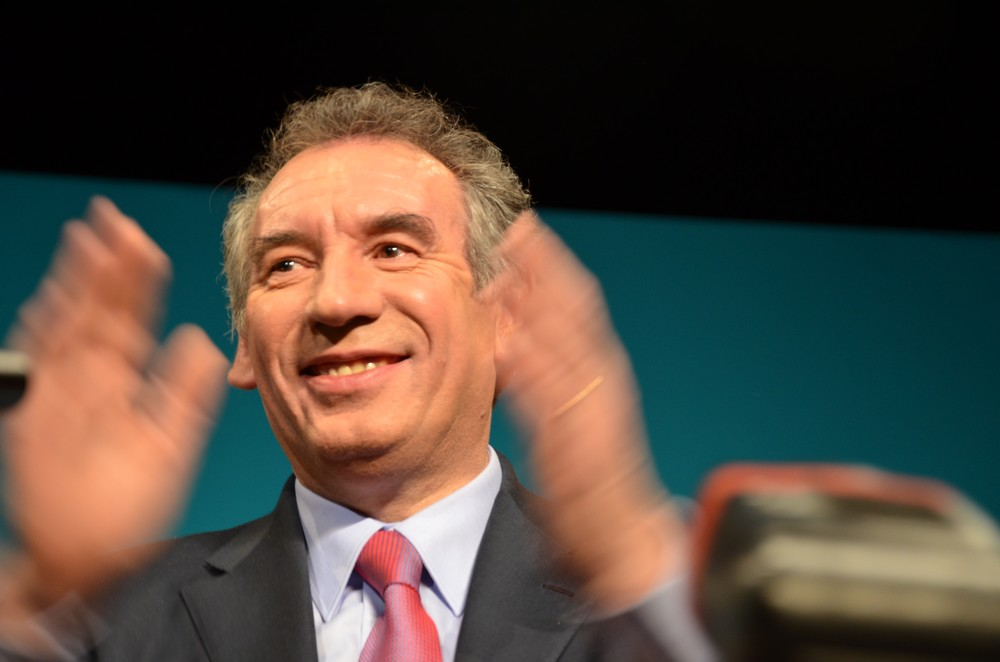
François Bayrou bei einer Wahlkampfveranstaltung in Toulouse, 2012

Bayrou kandidierte erneut bei der Präsidentschaftswahl 2012, erreichte aber nur halb so viele Stimmen wie 2007 und belegte mit 9,13 % den fünften Platz. François Hollande (PS) wurde Staatspräsident.
Bei den Parlamentswahlen vom 10. und 17. Juni 2012 verlor Bayrou wegen seines bewussten Verzichts auf Absprachen mit Sozialisten oder Konservativen auch sein eigenes Abgeordnetenmandat, da er gegenüber 2007 Stimmen einbüßte und nur noch den zweiten Platz in seinem Wahlkreis erreichte. Seine öffentliche Ankündigung nach dem ersten Wahlgang der Präsidentschaftswahl, er werde François Hollande wählen, trug wahrscheinlich zum Verlust seines Abgeordnetenmandats bei, da die Konservativen deswegen mit einem Kandidaten gegen Bayrou antraten. In Reaktion auf das Ergebnis kündigte Bayrou an, er werde sich zunächst etwas aus dem öffentlichen Leben zurückziehen, sich jedoch, wenn auch in anderer Form als bisher, weiterhin politisch engagieren. Dem Mouvement démocrate verblieben als Vertreter in der Nationalversammlung nur noch der bisherige Abgeordnete Jean Lassalle und der neu gewählte Thierry Robert.
Bayrou konzentrierte seine politische Aktivität in der Folgezeit auf seine Heimatregion. 2014 wurde er zum Bürgermeister von Pau, der größten Stadt im Département Pyrénées-Atlantiques gewählt.
Am 22. Februar 2017 bot Bayrou, nachdem zuvor über mehrere Monate über seine vierte Kandidatur bei der Präsidentschaftswahl 2017 spekuliert worden war, dem aussichtsreich erscheinenden Präsidentschaftsbewerber Emmanuel Macron ein Bündnis an, „um Frankreich einen wahren Wechsel zu ermöglichen“. Macron wurde am 7. Mai 2017 zum Staatspräsidenten gewählt. Er ernannte kurz darauf Édouard Philippe zum Premierminister und beauftragte ihn, ein Kabinett zu bilden. Dieses wurde am 17. Mai 2017 berufen; Bayrou war darin stellvertretender Premierminister (Ministre d’État, „Staatsminister“) und Justizminister. Bayrou gab am 21. Juni 2017 bekannt, wegen einer Scheinbeschäftigungsaffäre dem nach der Parlamentswahl neuzubildenden Kabinett Philippe II nicht mehr anzugehören. Seine Parteikolleginnen Sylvie Goulard (Verteidigungsministerin) und Marielle de Sarnez (Europaministerin) verzichteten aus dem gleichen Grund.

### Premierminister seit 2024
Am 13. Dezember 2024 berief ihn Präsident Macron zum neuen Premierminister, nachdem wenige Tage zuvor die Regierung unter Michel Barnier durch ein Misstrauensvotum gestürzt war; wie Barnier verfügt auch Bayrou über keine stabile Parlamentsmehrheit und muss mit einer Minderheitsregierung regieren.
Am 15. Juli 2025 schlug Bayrou vor, den Tag der Befreiung und den Ostermontag als Feiertage abzuschaffen, um die Staatsverschuldung Frankreichs zu reduzieren. Diese Absicht stieß weithin auf Widerspruch.

## Schriften
- Le roi libre. Flammarion, Paris 1994, ISBN 2-08-066821-8.
- Le roi libre. France loisirs, Paris 1995, ISBN 2-7242-8944-7.
- Le roi libre. Éd. J’ai lu, Paris, 1996, ISBN 2-277-24183-0.
- Henri IV. Perrin jeunesse, Paris 1998, ISBN 2-262-01301-2.
- Henri IV: le roi libre. Flammarion, Paris 1999, ISBN 2-08-067725-X.
- Saint-Louis. Flammarion, Paris 1997, ISBN 2-08-067208-8.
- Ils portaient l’écharpe blanche: l’aventure des premiers réformés, des Guerres de religion à l’édit de Nantes, de la Révocation à la Révolution. Grasset, Paris 1998, ISBN 2-246-55981-2.
- Ils portaient l’écharpe blanche: l’aventure des premiers réformés, des Guerres de religion à l’édit de Nantes, de la Révocation à la Révolution. Librairie générale française, Paris 2000, ISBN 225314779-6.

Politische Veröffentlichungen
- La Décennie des mal-appris, Flammarion, Paris 1990, ISBN 2-08-066472-7.
- Le droit au sens, Flammarion, Paris 1996, ISBN 2-08-067204-5.
- mit Sylvie Pierre-Brossolette: Hors des sentiers battus: entretiens avec Sylvie Pierre-Brossolette, Hachette littératures, Paris: 1999, ISBN 2-01-235258-8.
- François Bayrou, Qui êtes-vous? Que proposez-vous? Archipel, Paris 2001, ISBN 2-84187-283-1.
- Relève, Grasset, Paris 2001, ISBN 2-246-61821-5.
- Oui: Plaidoyer pour la Constitution européenne, Plon, Paris 2005, ISBN 2-259-20183-0.
- Au nom du Tiers-État, Hachette Littératures, Paris 2006, ISBN 2-01-237250-3.
- Projet d’Espoir, Plon, Paris 2007, ISBN 2-259-20162-8.
- Abus de Pouvoir, Plon, Paris, 2009, ISBN 978-2-259-20876-5.